# York (Town, Dane County)
Die Town of York ist eine von 34 Towns im Dane County im US-amerikanischen Bundesstaat Wisconsin. Im Jahr 2010 hatte die Town of York 652 Einwohner.
Town hat in Wisconsin eine grundlegend andere Bedeutung als im übrigen englischsprachigen Bereich. Vielmehr entspricht sie den in den anderen US-Bundesstaaten üblichen Townships, die nach dem County die nächstkleinere Verwaltungseinheit bilden.
Das Gebiet der Town of York ist Bestandteil der Metropolregion Madison.

## Geografie
Die Town of York liegt im Süden Wisconsins, im nordöstlichen Vorortbereich der Hauptstadt Madison. Der am Mississippi gelegene Schnittpunkt der drei Bundesstaaten Wisconsin, Iowa und Minnesota liegt rund 215 km westlich; nach Illinois sind es rund 85 km in südlicher Richtung.
Die Koordinaten des geografischen Zentrums der Town of York sind 43°14′23″ nördlicher Breite und 89°04′00″ westlicher Länge. Sie erstreckt sich über eine Fläche von 93 km².
Die Town of York liegt im äußersten Nordosten des Dane County und grenzt an folgende Nachbartowns:
| Town of Hampden (Columbia County) | Town of Columbus (Columbia County)          | Town of Elba (Dodge County)         |
| Town of Bristol                   | Kompassrose, die auf Nachbargemeinden zeigt | Town of Portland (Dodge County)     |
| Town of Sun Prairie               | Town of Medina                              | Town of Waterloo (Jefferson County) |

## Verkehr
Durch den Nordwesten der Town of York verläuft der vierspurig ausgebaute U.S. Highway 151. Der Wisconsin State Highway 89 führt durch den Nordwesten; der Wisconsin State Highway 73 führt von in Nord-Süd-Richtung durch das Zentrum der Town. Alle weiteren Straßen sind untergeordnete Landstraßen sowie teils unbefestigte Fahrwege.
Der nächste Flughafen ist der Dane County Regional Airport in Wisconsins Hauptstadt Madison (rund 30 km westsüdwestlich).

## Bevölkerung
Nach der Volkszählung im Jahr 2010 lebten in der Town of York 652 Menschen in 246 Haushalten. Die Bevölkerungsdichte betrug 7 Einwohner pro Quadratkilometer. In den 246 Haushalten lebten statistisch je 2,65 Personen.
Ethnisch betrachtet setzte sich die Bevölkerung zusammen aus 96,6 Prozent Weißen, 0,6 Prozent Afroamerikanern, 1,5 Prozent Asiaten sowie 0,3 Prozent aus anderen ethnischen Gruppen; 0,9 Prozent stammten von zwei oder mehr Ethnien ab. Unabhängig von der ethnischen Zugehörigkeit waren 1,7 Prozent der Bevölkerung spanischer oder lateinamerikanischer Abstammung.
21,3 Prozent der Bevölkerung waren unter 18 Jahre alt, 62,0 Prozent waren zwischen 18 und 64 und 16,7 Prozent waren 65 Jahre oder älter. 48,9 Prozent der Bevölkerung war weiblich.
Das mittlere jährliche Einkommen eines Haushalts lag bei 69.000 USD. Das Pro-Kopf-Einkommen betrug 26.104 USD. 6,6 Prozent der Einwohner lebten unterhalb der Armutsgrenze.

## Ortschaften in der Town of York
Neben Streubesiedlung existiert in der Town of York noch die gemeindefreie Siedlung York Center.